# Dee Bradley Baker
Dee Bradley Baker (Bloomington, 31 agosto 1962) è un doppiatore statunitense.

## Biografia
Dee Bradley Baker è nato in Indiana, ma è cresciuto a Greeley in Colorado. Ha iniziato ad appassionarsi alla recitazione all'età di nove anni e ha infatti partecipato a musical, opere liriche e teatrali fino al College.
Si è laureato al Colorado College di Colorado Springs, dove ha studiato filosofia, biologia e lingua tedesca. Terminati gli studi ha lavorato come attore teatrale, cabarettista e cantante. Queste esperienze lo portarono a Los Angeles, dove iniziò la sua carriera come doppiatore.
Nel 1992 ha inizio la sua carriera di doppiatore, prestando la voce ad alcuni personaggi minori nella versione in inglese del film Porco Rosso di Hayao Miyazaki. Da quel momento in poi iniziò a doppiare vari personaggi in moltissime produzioni che comprendono serie animate, film, film d'animazione e videogiochi. Oltre a quelle già citate, ha prestato la sua voce anche nelle serie animate Teen Titans, Manny tuttofare, Le tenebrose avventure di Billy e Mandy, The Replacements - Agenzia sostituzioni, I miei amici Tigro e Pooh, La casa di Topolino, Batman: The Brave and the Bold, La Grande B! e numerose altre.
Durante la sua carriera di doppiatore ha prestato la voce a più di seicento produzioni, tra cui le serie animate: Avatar - La leggenda di Aang, Nome in codice: Kommando Nuovi Diavoli, Phineas e Ferb, SpongeBob, Due fantagenitori, Ben 10 e i videogiochi Halo, Gears of War, Left 4 Dead e Portal 2.
È particolarmente legato a franchise come SpongeBob, in cui, a partire dal 1999, doppia svariati personaggi nelle serie SpongeBob e Kamp Koral: SpongeBob al campo estivo; nei film SpongeBob - Il film, SpongeBob SquarePants: Spongicus, SpongeBob - Fuori dall'acqua e SpongeBob - Amici in fuga; oltre che in svariati videogiochi. O, ancora, American Dad!, in cui, a partire dal 2005, doppia Klaus, il pesce rosso parlante della famiglia Smith, in ben 363 episodi.
È presente tanto nel franchise di Star Trek, dove presta la voce al personaggio di Murf, nella serie animata del 2021 Star Trek: Prodigy e nel videogioco da essa derivato Star Trek: Prodigy - Supernova, quanto, soprattutto, al franchise di Star Wars, dove doppia svariati personaggi fin dal 2008, nelle serie animate The Clone Wars, LEGO Star Wars: The Freemaker Adventures, Star Wars Rebels, Star Wars: Forces of Destiny, Star Wars: Resistance, Star Wars: The Bad Batch, Star Wars: Tales of the Jedi, Star Wars: Young Jedi Adventures; nei film per la televisione Lego Star Wars: Christmas Special e LEGO Star Wars Summer Vacation; nel film per il cinema Star Wars: The Clone Wars; oltre che in numerosi videogiochi fin dal 2003, quando presta la voce al videogioco Star Wars Jedi Knight: Jedi Academy.

## Vita privata
È sposato con Michelle Baker, con la quale ha avuto due figlie: Josie e Cora.

## Filmografia parziale

### Attore
- Les Misérables, regia di Tom Hooper (2012)

### Doppiatore

#### Cinema
- Space Jam, regia di Joe Pytka (1996)
- Lilli e il vagabondo II - Il cucciolo ribelle (Lady and the Tramp II: Scamp's Adventure), regia di Darrell Rooney e Jeannine Roussel (2001)
- Provaci ancora Stitch! (Stitch! The Movie), regia di Tony Craig e Roberts Gannaway (2003)
- SpongeBob - Il film (The SpongeBob SquarePants Movie), regia di Stephen Hillenburg e Mark Osborne (2004)
- Happy Feet, regia di George Miller, Warren Coleman e Judy Morris (2006)
- Star Wars: The Clone Wars, regia di Dave Filoni (2008) - Capitano Rex e altri
- SpongeBob SquarePants: Spongicus, regia di C.H. Greenblatt, Sam Henderson e Vincent Waller - direct-to-video (2009)
- Phineas e Ferb: Il film - Nella seconda dimensione (Phineas and Ferb the Movie: Across the 2nd Dimension), regia di Dan Povenmire e Robert F. Hughes (2011)
- Batman: The Dark Knight Returns, Part 1, regia di Jay Oliva (2012)
- Frankenweenie, regia di Tim Burton (2012)
- SpongeBob - Fuori dall'acqua (The SpongeBob Movie: Sponge Out of Water), regia di Paul Tibbitt e Mike Mitchell (2015)
- Star Wars - Il risveglio della Forza (Star Wars: Episode VII - The Force Awakens), regia di J.J. Abrams (2015)
- Tappo - Cucciolo in un mare di guai (Trouble), regia di Kevin Johnson (2019)
- Star Wars - L'ascesa di Skywalker (Star Wars: Episode IX - The Rise of Skywalker), regia di J.J. Abrams (2019)
- SpongeBob - Amici in fuga (The SpongeBob Movie: Sponge on the Run), regia di Tim Hill (2020)
- Guardiani della Galassia Vol. 3 (Guardians of the Galaxy Vol. 3) , regia di James Gunn (2023)

#### Televisione
- Timon e Pumbaa (Timon and Pumbaa) – serie animata, episodio 1x04 (1995)
- Mucca e Pollo (Cow and Chicken) - serie animata, 48 episodi (1995-1999)
- SpongeBob (SpongeBob SquarePants) – serie animata, 202 episodi (1999-2023)
- Due fantagenitori (The Fairly OddParents) – serie animata, 65 episodi (2001-2011)
- Lilo & Stitch (Lilo & Stitch: The Series) – serie animata, 7 episodi (2003-2005)
- Ben 10 – serie animata, 37 episodi (2005-2008)
- American Dad! – serie animata, 363 episodi (2005-2023)
- La casa di Topolino (Mickey Mouse Clubhouse) – serie animata, 19 episodi (2006-2015)
- Manny tuttofare (Handy Manny) – serie animata, 85 episodi (2006-2012)
- Kim Possible – serie animata, episodio 4x21 (2007)
- Phineas e Ferb (Phineas and Ferb) – serie animata, 124 episodi (2007-2015)
- La Grande B! (The Mighty B!) – serie animata, 52 episodi (2008-2011)
- Spaceballs: The Animated Series – serie animata, 15 episodi (2008-2009)
- Ben 10 - Forza aliena (Ben 10: Alien Force) – serie animata, 46 episodi (2008-2010)
- Star Wars: The Clone Wars – serie animata, 106 episodi (2008-2020)
- Batman: The Brave and the Bold – serie animata, 22 episodi (2008-2011)
- I pinguini di Madagascar (The Penguins of Madagascar) – serie animata, 10 episodi (2009-2012)
- Adventure Time – serie animata, 70 episodi (2010-2018)
- Ben 10: Ultimate Alien – serie animata, 52 episodi (2010-2012)
- Scooby-Doo! Mystery Incorporated – serie animata, 7 episodi (2010-2013)
- I Griffin (Family Guy) – serie animata, 38 episodi (2011-2023)
- Young Justice – serie animata, 26 episodi (2011-2022)
- Agente Speciale Oso (Special Agent Oso) – serie animata, episodio 2x32 (2012)
- Kaijudo (Kaijudo: Rise of the Duel Masters) – serie animata, 48 episodi (2012-2013)
- La leggenda di Korra (The Legend of Korra) – serie animata, 50 episodi (2012-2014)
- Steven Universe – serie animata, 21 episodi (2013-2016, 2020)
- Star Wars Rebels – serie animata, 37 episodi (2014-2018)
- LEGO Star Wars: The Freemaker Adventures - serie animata, 1x05-1x07-2x06 (2016-2017)
- Ben 10 – serie animata, 20 episodi (2016-2021)
- Star Wars: Forces of Destiny - serie animata, 4 episodi (2017-2018)
- Star Wars: Resistance - serie animata, 14 episodi (2018-2020)
- Muppet Babies – serie animata, 71 episodi (2018-2022)
- Prosciutto e uova verdi (Green Eggs and Ham) – serie animata, 16 episodi (2019-2022)
- Lego Star Wars: Christmas Special, regia di Ken Cunningham (2020)
- Adventure Time: Terre Lontane (Adventure Time: Distant Lands) – serie animata, episodi 1x01-1x02-1x03 (2020-2021)
- Star Wars: The Bad Batch – serie animata, 32 episodi (2021-2023)
- The Suicide Squad - Missione suicida  (The Suicide Squad), regia di James Gunn (2021)
- Star Trek: Prodigy – serie animata, 20 episodi (2021-2022) - Murf
- Kamp Koral - SpongeBob al campo estivo (Kamp Koral: SpongeBob's Under Years) - serie animata, 26 episodi (2021-2023)
- Marvel Spidey e i suoi fantastici amici (Spidey and His Amazing Friends) - serie animata, 39 episodi (2021-2023)
- Star Wars: The Bad Batch - serie animata, 32 episodi (2021-2023)
- Star Wars: Tales of the Jedi - serie animata, episodi 1x05-1x06 (2022)
- Peacemaker - serie TV, 9 episodi (2022)
- LEGO Star Wars Summer Vacation, regia di Ken Cunningham - film TV (2022)
- Star Wars: Young Jedi Adventures - serie animata, 24 episodi (2023)
- Plankton - Il film (Plankton: The Movie), regia di Dave Needham (2025)

#### Videogiochi
- Star Wars Jedi Knight: Jedi Academy (2003)
- SpongeBob SquarePants: Lights, Camera, Pants! (2005)
- SpongeBob SquarePants: Creature from the Krusty Krab, regia di Stephen Hillenburg (2006)
- SpongeBob SquarePants featuring Nicktoons: Globs of Doom, regia di Derek Proud (2008)
- Star Wars: Il potere della Forza (Star Wars: The Force Unleashed), regia di Haden Blackman, Steve Stamatiadis e Martin Stoltz (2008)
- Star Wars: The Clone Wars - Gli eroi della Repubblica (Star Wars: The Clone Wars - Republic Heroes), regia di Richard Lagarto e Steven Melching (2009)
- Star Wars: The Force Unleashed - Ultimate Sith Edition, regia di Haden Blackman (2009)
- SpongeBob's Boating Bash, regia di Peter Armstrong (2010)
- Star Wars: The Force Unleashed II, regia di Sylvain Doreau (2010)
- LEGO Star Wars III: The Clone Wars, regia di Jon Burton e Mo Davoudian (2011)
- Star Wars: The Old Republic, regia di James Ohlen e Hez Chorba (2011)
- Kinect Star Wars, regia di Jorg Neumann e Ali Donovan (2012)
- Star Wars: Battlefront, regia di Hez Chorba (2015)
- Battlefront II, regia di Hez Chorba, Bernd Diemer e Tom Keegan (2017)
- Star Wars Jedi: Fallen Order, regia di Stig Asmussen (2019)
- Star Trek: Prodigy - Supernova, regia di Alex Cervante (2022)
- LEGO Star Wars: La saga degli Skywalker (LEGO Star Wars: The Skywalker Saga), regia di James McLoughlin (2022)
- SpongeBob: The Cosmic Shake, regia di Daniel Bernard (2023)

### Produttore
- Zappa, regia di Alex Winter (2020)

## Doppiatori italiani
Nelle versioni in italiano delle opere in cui ha recitato, Dee Bradley Baker è stato doppiato da:
- Mino Caprio in Big Time Rush

Da doppiatore è sostituito da:
- Lorenzo Scattorin in W.I.T.C.H. (Aldarn), Batman: Arkham City, Batman: Arkham Knight
- Riccardo Rovatti in Gears of War 2, Gears 5
- Alessandro Ballico in Star Wars Rebels (capitano Rex, capitano Gregor, comandante Wolffe), Star Wars: The Bad Batch
- Gabriele Sabatini in Star Wars Jedi: Fallen Order, Star Wars Jedi: Fallen Order[4]
- Giovanni Battezzato in SpongeBob
- Diego Sabre in W.I.T.C.H. (Cedric)
- Ivo De Palma in W.I.T.C.H. (Frost)
- Massimo Di Benedetto in W.I.T.C.H. (Martin Tubbs)
- Andrea Lavagnino in Ben 10
- Roberto Stocchi in American Dad! (Klaus il pesce rosso)
- Franco Mannella in American Dad! (Rogu)
- Riccardo Scarafoni in Vampirina
- Andrea Guido Failla in Lego Star Wars - La saga degli Skywalker (Unkar Plutt)
- Diego Baldoin in Lego Star Wars - La saga degli Skywalker (comandante Cody, Jango Fett)
- Dodo Versino in Star Wars Rebels (Jho)
- Guido Di Naccio in Star Wars Rebels (ammiraglio Kassius Constantine)